# Timoteo Bertelli
Timoteo Bertelli (Bologna, 26 ottobre 1826 – Firenze, 6 febbraio 1905) è stato un presbitero e matematico italiano.

## Biografia
Figlio di Francesco, docente universitario di astronomia a Bologna, studiò presso i Barnabiti delle scuole di Santa Lucia fino a quando prese i voti il 7 settembre 1845. Insegnò matematica e fisica a Roma fino al 1848, a Moncalieri fino al 1850 e a Napoli, dove terminò teologia e fu ordinato sacerdote. Successivamente insegnò a Macerata, Bologna e Parma.
Nel 1867 andò al Collegio "Alla Querce" di Firenze dove rimase fino alla morte. A Fiesole Bertelli iniziò e completò le sue ricerche sui moti microsismici, che apriranno nuove prospettive negli studi di fisica terrestre.
Nel 1872 avviò le osservazioni tromometriche sullo strumento da lui stesso ideato, che gli permetteva una valutazione numerica dell'ampiezza dell'oscillazione pendolare.
Assieme a Michele Stefano de Rossi, ideò un tromometro che chiamò "tromometro normale". Dedicò di fatto allo studio dei moti microsismici quasi tutta la vita scientifica.
Bertelli morì di polmonite nel Collegio “Alla Querce” a Firenze il 7 febbraio 1905.